# Eboli
Eboli är en ort och kommun i provinsen Salerno i regionen Kampanien i Italien. Kommunen hade 40 058 invånare (2017).